# Gadžadžima
Gadžadžima nebo Gadža-džima je menší ostrov vulkanického původu pod správou Japonska, nacházející se východně od hlavního řetězu souostroví Rjúkjú. Převážně andezitový stratovulkán se tyčí do výšky 497 m nad hladinou moře. Přesná doba poslední erupce není známa, odhaduje se na konec pleistocénu až začátek holocénu.